# Неофит VIII Константинополски
Неофит VIII Константинополски (на гръцки: Νεόφυτος Η΄, Неофитос) е православен духовник, вселенски патриарх в Цариград от 1891 до 1894 година.

## Биография
Неофит е роден в свещеническо семейство със светското име Йоаким Папаконстантину (Ιωακείμ Παπακωνσταντίνου) в 1832 година в македонското гръцко село Кюпкьой (днес Проти), тогава в Османската империя. Няколко дни след раждането му семейството му се мести в съседното Радолиово. На възраст от шест години е изпратен в манастира „Света Богородица Икосифиниса“. Там получава начално образование. В 1848 година започва да учи в централното гръцко училище в Алистрат, седалище на драмския митрополит. С протекцията на митрополит Неофит Деркоски през 1851 година започва да учи в Халкинската семинария, която завършва в 1858 година. По време на следването си той е замонашен под името Неофит и е ръкоположен за дякон от директора епископ Константин Ставруполски. След завършването си е за кратко учител в алистратското училище, след това служи в Нишката, Струмишката и Драмската митрополия. След това учи богословие в Мюнхен, но прекъсва следването си поради финансови причини. След завръщането си става архидякон на митрополит Софроний Амасийски.
На 25 ноември 1867 г. е избран за елевтеруполски епископ, подчинен на Драмската митрополия. Преди да замине от Амисос, митрополит Софроний го ръкополага за йеромонах. На 18 декември 1867 година в патриаршеската катедрала „Свети Георги“ е ръкоположен за елевтеруполски епископ от митрополит Агатангел Драмски в съслужение с митрополитите Паисий Видински и Хрисант Ганоски и Хорски, както и епископ Генадий Хариуполски. От 1870 до 1871 година е в Неврокоп като наместник на Драмската митрополия.
На 19 януари 1872 е избран за митрополит на Пловдивската епархия, на мястото на приелия върховенството на Българската екзархия и осъден от Патриаршията митрополит Панарет Пловдивски. През 1878 е номиниран на патриархалните избори, на които е избран за патриарх Йоаким.
На 14 ноември 1880 година и избран за митрополит на Одринската епархия. През 1886 година подава оставка поради здравословни причини и отива в манастира Ватопед на Света гора.
На 7 март 1887 година е избран за пелагонийски митрополит в Битоля.
На 1 август 1891 година е избран за никополски и превезки митрополит, но преди да встъпи в длъжност на 27 октомври 1891 година е избран за вселенски патриарх.
На 25 октомври 1894 принуден да подаде оставка от доминирания от йоакимистката партия Синод. Оттегля се на принцовия остров Бургазада (Антигони).
Умира през нощта на срещу 5 юли (стар стил) или 18 юли 1909 година. Погребан е в гробището на Халкинската семинария.